# بنو موت (یمن)
 بنو موت  به عربی ( بنو الَمَوت  )، روستایی است در عزلهٔ (بنی التمار)، در ناحیهٔ (وصاب العالی)، از توابع استان ذَمار در کشور یمن در شبه جزیره عربستان.

## جمعیت
جمعیت آن (۵۸) نفر (۴ خانوار) می‌باشد.